# Niedersächsischer Heimatbund
Der Niedersächsische Heimatbund (NHB) ist ein eingetragener Verein, der als Dachverband von Heimatvereinen und niedersächsischen Kommunen institutionell vom Land Niedersachsen gefördert wird.

## Beschreibung
Satzungsgemäßer Zweck des Vereins ist die Erhaltung und Gestaltung der natürlich und historisch bedingten Vielfalt und Tradition in Niedersachsen. Der Verein wirkt durch Beratung und Aktivitäten auf öffentliche Meinungsbildung und Landesgesetzgebung ein. Er ist nach § 3 Umwelt-Rechtsbehelfsgesetz anerkannt und wird bei naturschutzrechtlichen Verfahren (Unterschutzstellungen, Planungs- und Genehmigungsverfahren) angehört. Der Niedersächsische Heimatbund ist Mitausrichter des jährlichen Niedersachsentages (nicht: Tag der Niedersachsen). Wichtigste regelmäßig stattfindende Veranstaltung des NHB ist der Niedersachsentag. Absicht der Gründer des Vereins war es, dass jedes Jahr ein solcher stattfinden sollte (vgl. aber die Liste der 102 Niedersachsentage, die tatsächlich zwischen 1902 und 2023 stattgefunden haben).
Der Verein betreibt eine Geschäftsstelle mit mehreren Mitarbeitenden in Hannover. Er unterhält Fachgruppen zu den Themen Archäologie, Denkmalpflege, Geschichte, Kulturlandschaft, Natur- und Umweltschutz sowie Niederdeutsch und Saterfriesisch. Der Fachgruppe Archäologie ist der Archäologische Arbeitskreis Niedersachsen (ArchAN) angegliedert.
In seiner Satzung bekennt sich der NHB 2022 zu einer Ablehnung demokratiefeindlicher Bestrebungen: „Der NHB erachtet die Verwendung des Heimatbegriffs als Mittel der Ausgrenzung von Menschen als demokratiefeindlich, ganz gleich auf welchen Grundlagen die Ausgrenzung basiert. Wer hier ist, hat ein Recht darauf, Heimat in Deutschland zu erfahren, zu bilden und hier heimisch zu werden.“

## Geschichte
Der Verein wurzelt im Organisationsausschuss – Vertretertag niedersächsischer Vereine genannt – des 1902 vom Heimatbund Niedersachsen initiierten Niedersachsentages. Am 6. Oktober 1905 trat dieser konstituierend zusammen, um sicherzustellen, dass jährlich die Veranstaltung ausgerichtet werden konnte. 1908 wurde der Vertretertag umbenannt in Niedersächsischer Ausschuss für Heimatschutz, Ende der 1920er Jahre formierte er sich als Dachverband der Heimatpflege im gesamten niedersächsischen Raum, der damals allerdings noch nicht als Gebietskörperschaft existierte (das Land Niedersachsen wurde erst 1946 gegründet), und übernahm 1929 die alleinige Veranstaltung der Niedersachsentage. 1934 wurde der Ausschuss unter dem Namen Niedersächsischer Ausschuß für Heimatschutz in das Vereinsregister eingetragen. Zugleich wurde dieser Ausschuss in den Reichsbund Volkstum und Heimat integriert. Im Jahr 1934 fiel der Niedersachsentag wegen der Neuorganisation des „Heimatschutzes“ im „Dritten Reich“ aus. Im Jahr 1937 wurde der Heimatschutz-Ausschuss auf den heutigen Namen umbenannt. Am 9. Mai 1943, dem Jahrestag der Gründung des Heimatbundes Niedersachsen, wurde der NHB durch die damalige NSDAP-Gauleitung Süd-Hannover-Braunschweig aufgelöst. Der Heimatbund Niedersachsen, der zeitgleich aufgelöst wurde, hatte sich zuvor in Hannoversche Heimatfreunde umbenennen müssen.
Am 15. September 1945 wurde der NHB von der Militärregierung der britischen Besatzungsmacht wieder zugelassen.
Präsident des Niedersächsischen Heimatbundes war in den 1980er Jahren der Fabrikant Heinrich Reimers (Gesellschafter von Himly, Holscher & Co. Glasfabrik Wilhelmshütte in Nienburg/Weser).
Aktuell arbeitet der NHB an der Weiterentwicklung eines Heimatnetzes. Dieses soll „zu einem ‚Virtuellen Lernort‘ für die Heimatpflege und Regionalforschung im Sinne der Bürgerwissenschaften (‚Citizen Science‘)“ entwickelt werden.

## Rote Mappe
Die Rote Mappe ist seit 1960 der Jahresbericht zur Situation der Heimatpflege in Niedersachsen. Sie wird vom Niedersächsischen Heimatbund, dem Dachverband der niedersächsischen Heimat-, Orts- und Bürgervereine, an die Niedersächsische Landesregierung übergeben. Die Rote Mappe übt Kritik, spricht Lob aus und stellt Fragen zum Zustand der Heimatpflege in Niedersachsen. In ihrer Anfangszeit war sie eine Sammlung verschiedener Beiträge, die der damalige Präsident des NHB Herbert Röhrig, in einem Umschlag aus rotem Saffianleder zusammengetragen hatte. Sie gliedert sich in die Bereiche:
- Naturschutz und Landschaftspflege
- Kulturlandschaft
- Denkmalpflege
- Bodendenkmalpflege
- Regionalgeschichte und -kultur
- Niederdeutsch und Saterfriesisch

Sie orientiert sich damit an den Fachgruppen des NHB. Die Beiträge der Roten Mappe basieren auf Hinweisen der niedersächsischen Bevölkerung oder werden über Mitglieder eingereicht. Seit 1977 erfolgt die Stellungnahme der Landesregierung zu den Fragen der Roten Mappe in der Weissen Mappe, die auf den jährlichen Niedersachsentagen durch den Präsidenten des NHB und den Ministerpräsidenten Niedersachsens überreicht werden.

## Publikationen
Regelmäßige Veröffentlichungen:
- Die Rote Mappe
- Herausgabe der Zeitschrift Niedersachsen, die bereits 1895 von den Brüdern Friedrich und August Freudenthal gegründet wurde.

Hinzu kommen zahlreiche Buchveröffentlichungen zu Themen der Regionalgeschichte, Kultur- und Denkmalpflege.